# Говядина Веллингтон
Говя́дина Ве́ллингтон (англ. beef Wellington) — праздничное блюдо из говяжьей вырезки: мясо, запечённое в слоёном тесте. Вырезка обычно запекается целым большим куском. Иногда блюдо готовится порционными кусками в виде пирожков из филе-миньона. Для вкуса и сочности блюдо приправляется специями, мясным, грибным или овощным паштетом. Подаётся с соусом.

## Название
Происхождение названия никак не связано с герцогом Веллингтоном. К тому времени, когда герцог Веллингтон прославился при Ватерлоо, запечённое в тесте мясо уже было неотъемлемой частью английской кухни. Во французской кухне тоже имелся рецепт филе говядины в тесте (filet de bœuf en croûte). Вероятно, имя Веллингтона было присвоено привычному блюду на волне патриотизма. Существует и версия, что блюдо было изобретено в столице Новой Зеландии Веллингтоне. Тем не менее, в кулинарных книгах XIX века мясо «Веллингтон» не упоминается. Лос Анджелес Таймс упомянула «филе говядины а-ля Веллингтон» в 1903 году, но блюдо как таковое, судя по всему, впервые описано в 1939 году: New York food guide описывает говяжью вырезку «Веллингтон», которая готовится, остужается, а затем запекается в хрустящую корочку пирога, а современный рецепт описан в 1960-х годах.
Под названием «Веллингтон» известны и другие блюда из запечённых в тесте баранины, сосисок, курицы, индейки или лосося.

## Приготовление
Говяжья вырезка обжаривается со всех сторон в растительном масле до корочки или слегка запекается в горячей духовке. Мясо со всех сторон обмазывается печёночным паштетом или для сочности укладывается ломтиками бекона. Затем кусок со всех сторон обкладывается дюкселем — пастой из мелко нарезанных или перемолотых в блендере шампиньонов, обжаренных с луком и чесноком на сливочном масле, и заворачивается в слоёное тесто. Пирог смазывается яичным желтком для цвета и блеска и запекается в умеренно разогретой духовке до готовности.
Правильно приготовленное мясо на разрезе должно быть розовым. Самым сложным в приготовлении блюда является выбор правильного времени запекания: мясо легко недодержать или передержать в печи. Поэтому ведущий реалити-шоу «Адская кухня» шеф-повар Гордон Рамзи часто выбирает говядину или баранину «Веллингтон» для конкурса.
Для соуса уваривают портвейн с бульоном, ароматизируют его тимьяном и перцем. Говядина «Веллингтон» подаётся с соусом и овощами.

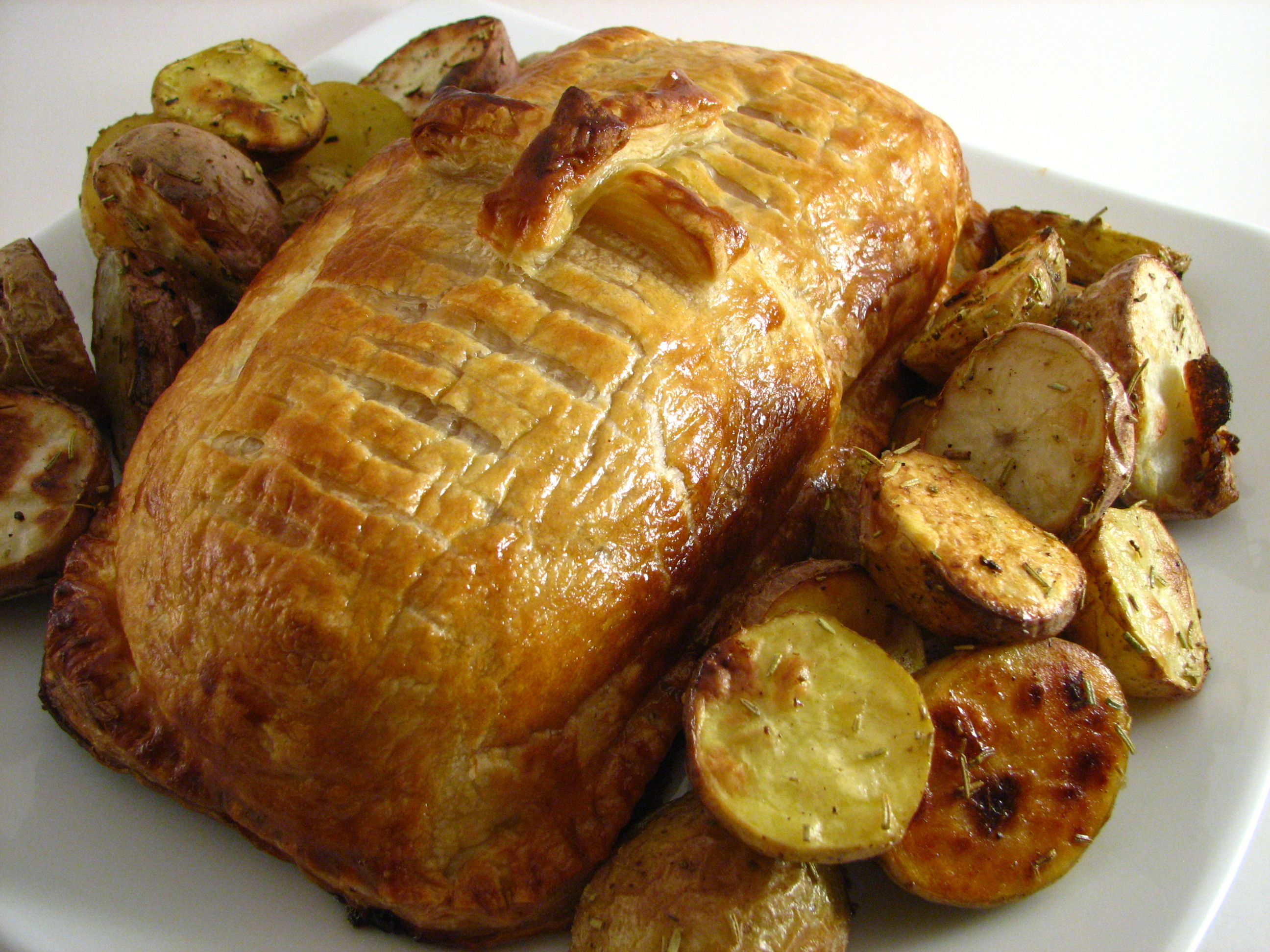
Говядина «Веллингтон» целиком
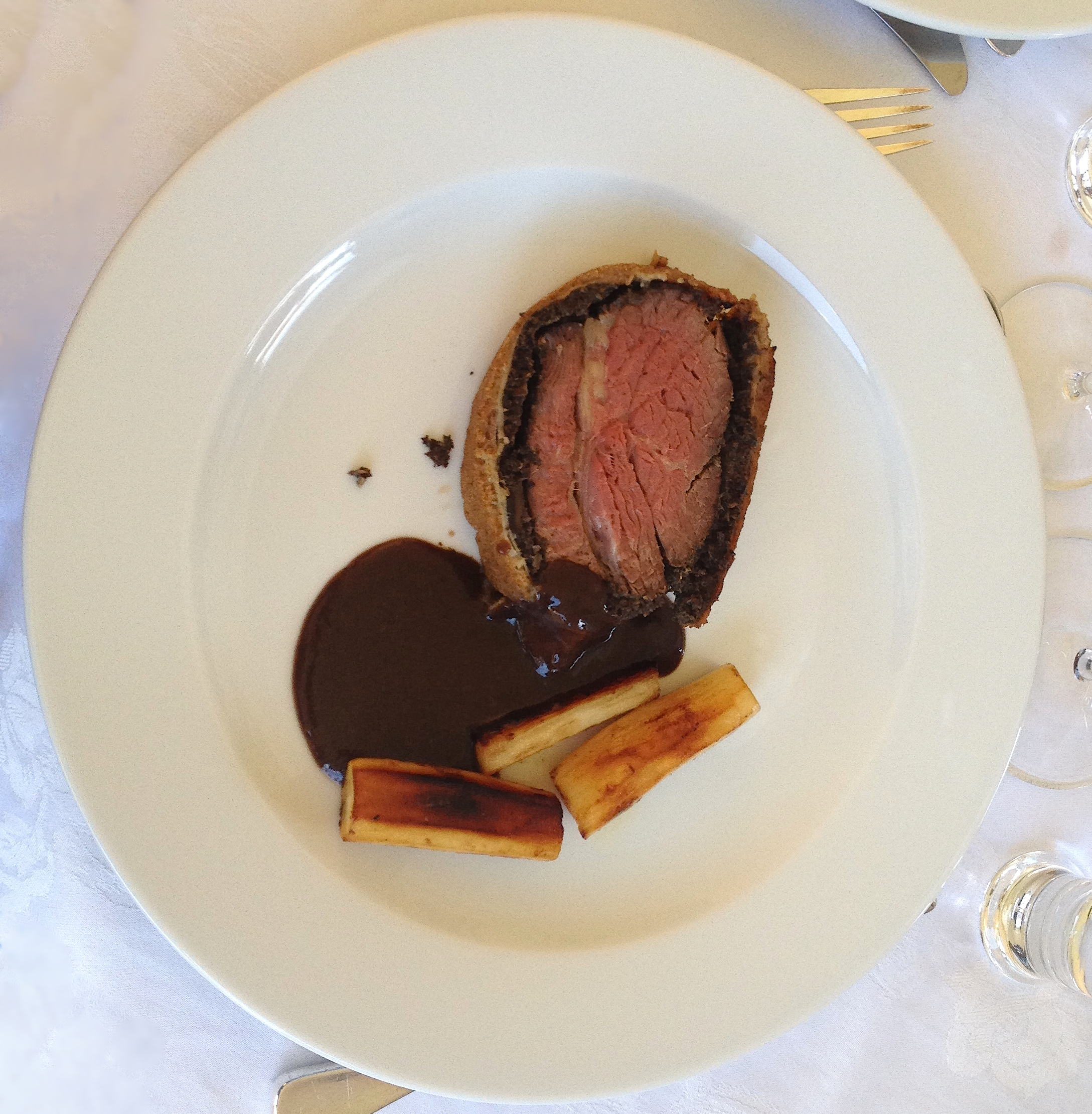
Говядина «Веллингтон» с соусом и тушёным сальсифи
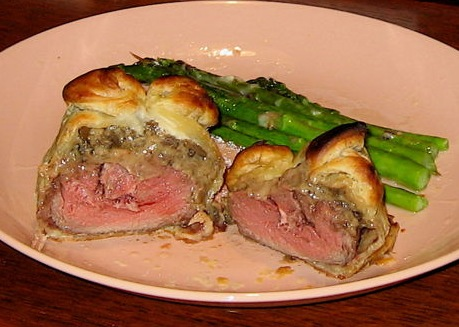
Говядина «Веллингтон», приготовленная порционным куском, со спаржей